# Saint-Joachim-de-Courval
Saint-Joachim-de-Courval est une ancienne municipalité de paroisse québécoise, fusionnée avec Drummondville en 2004. Elle est nommée en l'honneur de saint Joachim, époux de sainte Anne et père de la Sainte Vierge.